# Campo Verde (Tía Juana)
Campo Verde es uno de los campos que forman la población de Tía Juana en el estado Zulia, Venezuela.

## Etimología
Campo Verde sigue la nomenclatura de los campos de Creole /Lagoven, llamados por colores como Campo Blanco (en Cabimas) y Campo Rojo (en Lagunillas).

## Ubicación
Se encuentra entre Campo Miramontes al este, la entrada de Tía Juana al sur, el lago de Maracaibo al oeste (muro de contención) y un canal de desagüe al norte.

## Zona residencial
Con casas similares a las de Campo Blanco (Cabimas) de una sola planta, campo Verde fue construido por las petroleras como habitación para trabajadores de nómina mayor(personal de confianza), actualmente es administrado por PDVSA. Posteriormente se construyeron casas sobre pilares debido a las inundaciones. Luego se construyó el muro de contención por lo que no se corría el riesgo de inundaciones y muchas de las casas fueron modificadas y convertidas en dos plantas. Aún se pueden ver como algunas de ellas solo añadieron un cuarto con baño, en otras se construyó primeras plantas completas. La entrada al campo es una "Y" que sale de la entrada al área Industrial Tía Juana y va a Campo Miramontes a la derecha y a Campo Verde a la izquierda. El muro de contención es su límite con el lago de Maracaibo. El canal de desagüe con bombas es el drenaje de emergencia para Campo Verde, Miramontes y el Prado, en época de lluvias ya que al estar bajo el nivel del mar el agua se acumula y no fluye.

## Sitios de referencia
- Dique Costanero. Muro de contención que evita que las aguas del lago de Maracaibo inunden Tía Juana.